# Буерак (гурт)
«Буерак» — російський рок-гурт, заснований в Новосибірську Артемом Черепановим та Олександром Макеєвим в 2014 році. Такі релізи групи як «Пролетариат» (2015) і «Корни» (2015) відразу почали набувати популярності у слухачів. Перший альбом «Танцы по расчёту» вийшов у вересні 2016 року.
За версією журналу «Афіша», «Буерак» є одним з найголовніших колективів так званої «нової російської хвилі». Також критики і самі музиканти неодноразово відзначали вплив на творчість «Буераки» радянської рок-музики 1980-х років.
В середині 2017 року група зі скандалом розірвала відносини з тур-менеджером Степаном Казарьяном. Причиною стали фінансові розбіжності.

## Дискографія[3][4]

### Студійні альбоми
- 2016 — Танцы По Расчёту
- 2017 — Скромные Апартаменты
- 2018 — Репост Модерн[5]
- 2019 — Шоу-бизнес[6]
- 2020 — Компактные откровения[7]

### EP
- 2014 — Преступность / Крестьянство
- 2015 — Пролетариат (также издан на компакт-кассете)[8]
- 2015 — Корни (также издан на компакт-кассете)[9]
- 2019 — Готика
- 2019 — Китайский Квартал
- 2020 — Среди них ты
- 2020 — Не станет хитом

### Сингли
- 2014 — Портреты
- 2014 — Полны любви
- 2015 — Двойник
- 2015 — Формы
- 2015 — Зимние песни
- 2016 — Страсть к курению
- 2016 — Влюбленный Альфонс
- 2017 — Усталость от безделья
- 2017 — Летние дворы
- 2018 — Друг
- 2018 — Собутыльник
- 2018 — Бесплатный вход
- 2019 — Культ тела
- 2019 — Дурачок
- 2019 — Сотка (В кармане зимней куртки)
- 2019 — Боль
- 2019 — SEND NUDES
- 2020 — Лузер блюз
- 2021 — На старых сидениях кинотеатра 2

## Кліпи
- 2016 — Шаги
- 2016 — Страсть к курению
- 2017 — Усталость от безделья
- 2017 — Упал
- 2017 — Летние дворы
- 2017 — Твоя фигура
- 2018 — Я люблю людей лишь в фильмах
- 2018 — Тупой
- 2018 — Нет любви
- 2019 — На старых сидениях кинотеатра
- 2019 — Дурачок
- 2020 — Изоляция в квартире
- 2020 — Грустно с тобой
- 2020 — Send Nudes[10]
- 2021 — Короткий роман